# Bosnische Annexionskrise

Strategische-Übersichts-Karte von Bosnien, Herzegowina und Montenegro sowie des Sandschak Novi Pazar (1879)

Als Bosnische Annexionskrise oder einfach nur als Bosnische Krise bezeichnet man die Krise, welche auf die Annexion der bis dahin völkerrechtlich zum Osmanischen Reich gehörigen Gebiete von Bosnien und Herzegowina durch Österreich-Ungarn im Jahr 1908 folgte.

## Vorgeschichte
1463 wurde Bosnien von den Osmanen erobert und im Jahre 1527 das Eyâlet Bosnien gegründet, welches das Gebiet des heutigen Bosnien-Herzegowina, Teile Kroatiens, Montenegros sowie den Sandschak von Novi Pazar umfasste. Daraus wurde um 1580 das Paschalik Bosnien gebildet.
Aber bereits seit 1683 schwand die Macht des osmanischen Sultans. Zunächst war das auf die Bemühungen Österreichs und Russlands zurückzuführen, ihr Territorium auf Kosten des Osmanischen Reiches auszuweiten, wobei die Siege Prinz Eugens über die Türken eine entscheidende Rolle spielten. Später kamen Unabhängigkeitsbestrebungen der Völker auf dem europäischen Territorium des türkischen Reichs hinzu. Das Osmanische Reich konnte seine europäischen Gebiete im 19. Jahrhundert behaupten, weil sich Österreich und Russland über deren Aufteilung und über ihren Einfluss auf die Nachfolgestaaten nicht einig wurden. Auch die Politik der übrigen europäischen Mächte, die das russische Streben in Richtung auf die strategisch wichtigen Meerengen, den Bosporus und die Dardanellen, zu vereiteln suchten, zum Beispiel im Krimkrieg, trug dazu bei.
1878 sollte das Osmanische Reich nach dem Russisch-Osmanischen Krieg im Vorfrieden von San Stefano auf den Großteil seiner europäischen Gebiete verzichten. Dieser Machtzuwachs zugunsten Russlands rief die übrigen europäischen Mächte auf den Plan. Im Rahmen des Berliner Kongresses wurden zum Missfallen Russlands große Teile des europäischen Gebietes des Osmanischen Reichs aufgeteilt. Davon profitierten die Fürstentümer Serbien und Montenegro, die ihre volle Unabhängigkeit erlangten, aber auch das Osmanische Reich selbst, das einen großen Teil seiner europäischen Provinzen behalten konnte. Auch Bosnien und Herzegowina verblieben formell beim Osmanischen Reich, wurden allerdings gemäß dem Budapester Vertrag von 1877 sowie Art. 25 des Berliner Friedens vom 13. Juli 1878 unter österreichisch-ungarische Verwaltung gestellt, welche das Gemeinsame Finanzministerium Österreich-Ungarns ausübte. Der zwischen Serbien und Montenegro gelegene Sandschak Novi Pazar, der militärstrategisch von großer Bedeutung war, sollte beim Osmanischen Reich bleiben. Österreich erhielt jedoch das Recht, dort Truppen zu stationieren sowie eine Eisenbahnlinie zu bauen. Die österreichisch-ungarische Militärpräsenz erstreckte sich in Folge aber nur über den später geschaffenen Sandschak von Plevlje, die Eisenbahnlinie wurde nie gebaut. Ab dem 29. Juli 1878 begann Österreich-Ungarn mit der Besetzung dieser Gebiete, was vielerorts zu blutigen Auseinandersetzungen mit der Bevölkerung führte. Im Sandschak von Novi Pazar wurden die Städte Priboj, Prijepolje und Bijelo Polje ebenfalls besetzt.
Im Oktober 1903 beschlossen Österreich-Ungarn und Russland das Mürzsteger Programm, einen Reformplan für Mazedonien, das einen Generalgouverneur mit österreichisch-ungarischer und russischer Assistenz und somit eine deutliche Minderung der osmanischen Souveränität vorsah.

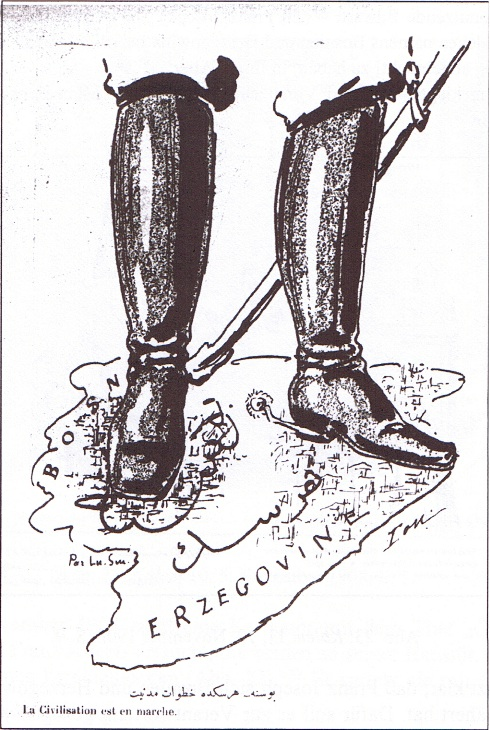
Türkische Karikatur zur Annexion Bosnien-Herzegowinas, erschienen im Jänner 1909 in der Satire-Zeitschrift Kalem

## Annexionsbeschluss
Am 16. September 1908 verabredeten der österreichische Außenminister Alois Lexa Freiherr von Aehrenthal und der russische Außenminister Alexander Petrowitsch Iswolski auf Schloss Buchlau in Mähren, dass Österreich Bosnien und Herzegowina erwerben könne, Russland im Gegenzug das Einverständnis Österreich-Ungarns mit der freien Durchfahrt russischer Kriegsschiffe durch den Bosporus und die Dardanellen erhalten sollte.
Das Jahr 1908 erschien als ein passender Zeitpunkt für Österreich-Ungarn, die beiden Provinzen zu annektieren, da das Osmanische Reich nach der Revolution der Jungtürken einerseits politisch geschwächt war, andererseits aber auch wegen seiner Versprechen einer inneren Reform für Bosnien-Herzegowina als interessante Alternative erschien, zumal der Verwaltungsvertrag mit dem Osmanischen Reich nach 30 Jahren, also 1908, auslief. Diese Schwäche und Unsicherheit waren auch für andere Balkanstaaten Anlass zum Handeln: Kreta proklamierte einseitig seinen Anschluss an Griechenland, das unter der Suzeränität der Türkei stehende Bulgarien erklärte sich für uneingeschränkt souverän, sein Fürst Ferdinand I. nahm den Titel eines Zaren an.
In der jungtürkischen Revolution hatten Offiziere am 24. Juli 1908 die Wiedereinführung der Verfassung von 1876 im Osmanischen Reich erzwungen. Infolgedessen sollten dort Parlamentswahlen stattfinden, auch in den Provinzen Bosnien und Herzegowina, die formell noch zum Osmanischen Reich gehörten, aber in den dreißig Jahren nach 1878 von Österreich verwaltet, aufgebaut und modernisiert worden waren. Österreich reagierte mit der offiziellen Annexion, was einen eindeutigen Verstoß gegen den Berliner Vertrag von 1878 bedeutete. Anlässlich seines Namenstages am 4. Oktober verfügte der seit 1848 regierende Franz Joseph I. per Handschreiben „die Rechte Meiner Souveränität auf Bosnien und die Herzegowina zu erstrecken und die für Mein Haus geltende Erbfolgeordnung auch für diese Länder in Wirksamkeit zu setzen, sowie ihnen gleichzeitig verfassungsmäßige Einrichtungen zu gewähren“. Dieser Beschluss wurde am 5. Oktober 1908 vollzogen.
Die Annexion richtete sich nicht nur gegen das Osmanische Reich, sondern auch gegen Serbien, das versuchte, alle Südslawen in einem Staat zu einen (Panserbismus). Zwischen beiden Ländern bestand seit 1906 außerdem ein scharfer Zollkonflikt, der sogenannte Schweinekrieg.
Im Verlauf der Krise 1908 schlug Generalstabschef Franz Conrad von Hötzendorf mehrmals vor, bei der Gelegenheit auch Serbien zu erobern. Montenegro sollte ebenfalls ausgeschaltet werden oder wenigstens eine „Einengung“ erfahren. Die Südslawen sollten einen Komplex im Rahmen der Monarchie bilden und dem Habsburgerreich, wie Bayern dem Deutschen Reich, untergeordnet werden. Weiter strebte er damals die Gewinnung Albaniens, des westlichen Makedoniens und Montenegros an, mit dem strategischen Ziel, Saloniki als österreichische Bastion an der Ägäis zu etablieren. Sein imperialistisches Ziel war die Vereinigung aller West- und Südslawen unter österreichischer Herrschaft, was er mit der missionarischen Idee einer Stärkung der christlichen Kultur rechtfertigte. Diese Pläne wurden von Außenminister Alois Lexa von Aehrenthal zurückgewiesen.

## Politische Auswirkungen

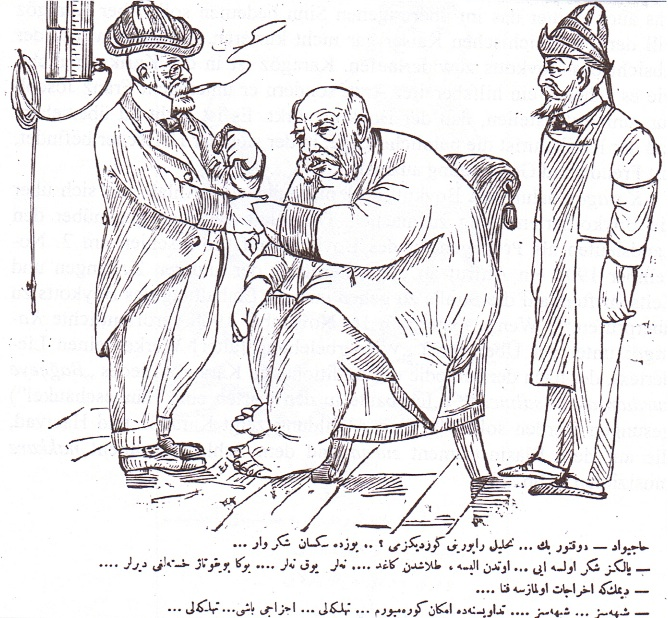
Karikatur der Satire-Zeitschrift Karagöz: Ein aufgedunsener Kaiser Franz Joseph leidet unter dem osmanischen Boykott.

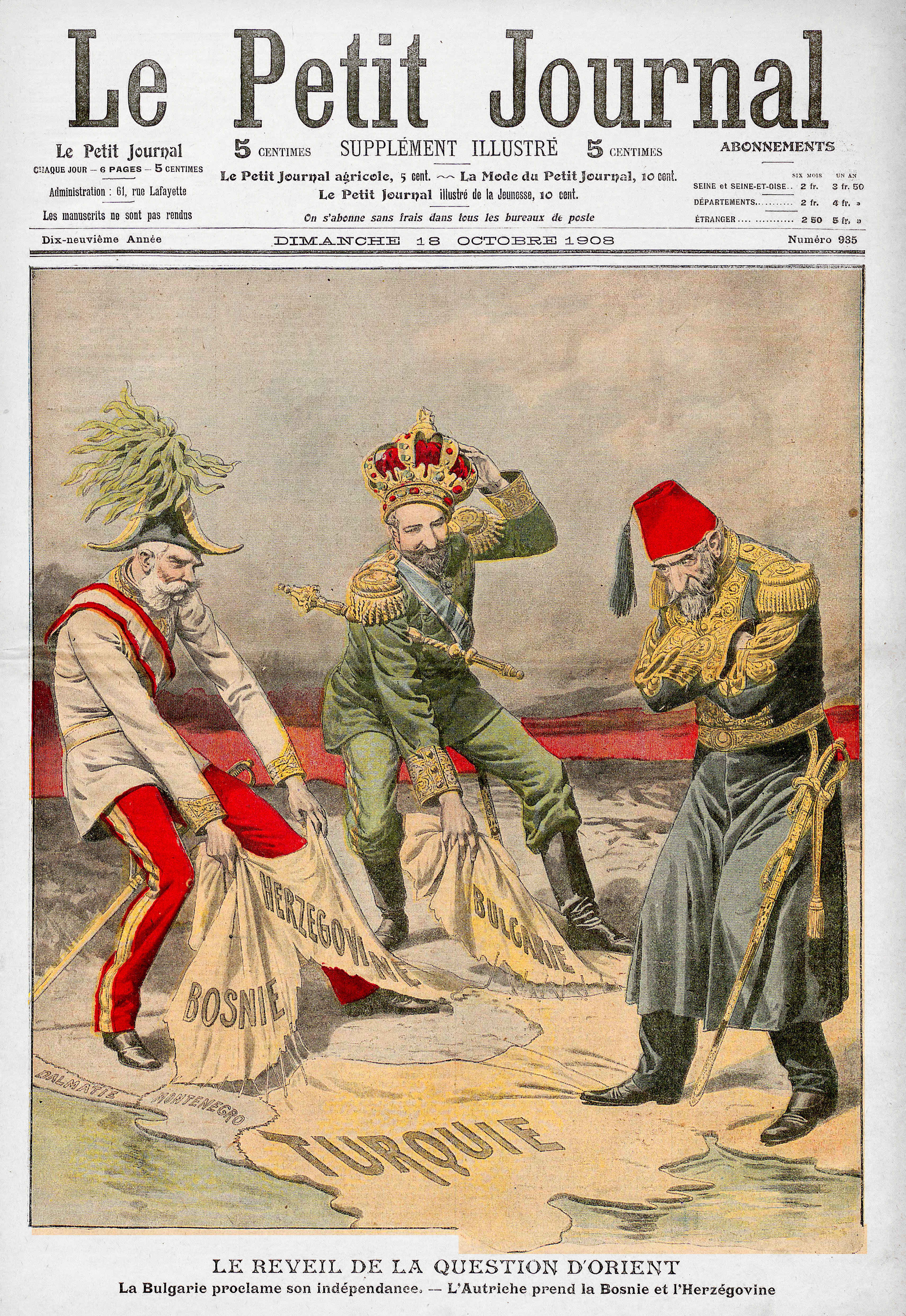
Französische Karikatur im Oktober 1908: Sultan Abdülhamid II. sieht hilflos zu, wie Kaiser Franz Joseph Bosnien-Herzegowina und Zar Ferdinand Bulgarien aus dem Osmanischen Reich herausreißen.

Die Annexion führte zu wütenden Protesten im Osmanischen Reich, in Serbien sowie in Russland, wo panslawistische Strömungen verbreitet waren. Die dem Zarenreich als Gegenleistung zugesprochene freie Durchfahrt durch die Dardanellen scheiterte am Einspruch der Briten. Daher fühlte sich Russland zum zweiten Mal seit dem Berliner Kongress hintergangen. Es bestand einige Wochen lang akute Kriegsgefahr, da das Vereinigte Königreich und Russland damit drohten, das Osmanische Reich zum Nachteil Österreichs in seiner alten Rechtsstellung wieder einzusetzen.
Das Osmanische Reich selbst reagierte mit einem Handelsboykott gegen österreichische Waren, was den österreichischen Handel in dieser Region schwer schädigte. Der Legitimationsverlust der jungtürkischen Regierung, die sich nachsagen lassen musste, in ihrer kurzen Amtszeit mehr preisgegeben zu haben als Sultan Abdülhamid II. in den Jahrzehnten seiner Alleinherrschaft, war so groß, dass konservative Kräfte mit dem Vorfall vom 31. März (nach gregorianischem Kalender: vom 13. April) 1909 versuchten, die zweite osmanische Verfassungsperiode zu beenden. Ihr Aufstand wurde blutig niedergeschlagen.
Dass es nicht zu einem Krieg kam, lag letztlich am militärischen Ungleichgewicht zwischen dem Zweibund und dem durch den verlorenen Krieg gegen Japan geschwächten Russland. Frankreich, das seit 1894 mit Russland verbündet war, sah den Bündnisfall als nicht gegeben an. Das Deutsche Reich stellte sich dagegen bedingungslos hinter seinen Partner – Reichskanzler Bernhard von Bülow sprach am 29. März 1909 vor dem Reichstag zum ersten Mal von der „Nibelungentreue“ im deutsch-österreichischen Verhältnis – und zwang so Russland zum Nachgeben.
Die Annexion brachte Österreich-Ungarn mehr Nachteile als Vorteile, was im Wiener Reichsrat auf Empörung stieß. Zunächst war unklar, ob Transleithanien oder Cisleithanien die Souveränität über Bosnien und Herzegowina bekommen sollte. Denn durch die Annexion war die fragile innerstaatliche Machtbalance bedroht. Die ungarische Regierung beanspruchte die neuen Provinzen, weil Bosnien im Mittelalter zeitweise Teil der Gebiete der Stephanskrone gewesen war. Aber auch kroatische Nationalisten sahen ihre Chance gekommen. Sie forderten, dass Bosnien zum teilautonomen Königreich Kroatien und Slawonien geschlagen werden sollte, welches nach ihren Vorstellungen dann, zusätzlich vermehrt um Dalmatien, aus der ungarischen Hegemonie gelöst und zum dritten Teilstaat der Donaumonarchie erhoben werden sollte. Damit wäre die im Österreichisch-Ungarischen Ausgleich von 1867 errichtete dualistische Staatskonstruktion zu einem Trialismus geworden. Schließlich wurde entschieden, dass Bosnien und die Herzegowina durch beide Reichshälften gemeinsam verwaltet und damit auch de jure (wie zuvor schon faktisch) gewissermaßen reichsunmittelbar werden sollte.
Mit der Annexion hatte Österreich-Ungarn sich außerdem die Last aufgebürdet, das Gebiet gegen jeden Angriff von außen und gegen innere Unruhen zu verteidigen. Beide Fälle waren 1908 wegen der russischen und serbischen Interessen einerseits, sowie der Haltung der bosnischen Serben gegenüber Österreich-Ungarn andererseits, keineswegs unwahrscheinlich. Darüber hinaus war der Herrschaftsanspruch der k. u. k. Monarchie über Bosnien und Herzegowina lediglich auf einen Rechtstitel gegründet, den in Europa zunächst niemand anerkannte – ganz im Gegensatz zu der europaweit garantierten Rechtsstellung des Reiches in den Provinzen vor der Annexion. Das Habsburgerreich lief daher Gefahr, im Falle eines Angriffs auf Bosnien und die Herzegowina ohne die Hilfe von Verbündeten dazustehen.
Innenpolitisch und wirtschaftlich wurde Österreich-Ungarn durch die Annexion geschwächt. Es handelte sich um bitterarme Provinzen, in denen wirtschaftlich nur wenig zu holen war. Der Wirtschaftsboykott und die Mobilisierung der Armeen des österreichisch-ungarischen Gesamtstaates hingegen belasteten die Wirtschaft erheblich.
Infolge der akuten Kriegsgefahr im Zuge der Annexionskrise sahen Nationalisten aller Schattierungen – nicht nur der Südslawen – die Chance auf Durchsetzung ihrer nationalstaatlichen Ideen näher rücken, während die deutschen Österreicher über die weitere Slawisierung Österreich-Ungarns klagten. In Wien, Prag, Laibach und weiteren Städten der Monarchie kam es aufgrund dieser nationalen Aufwallungen zu zahlreichen Krawallen vor allem an den Universitäten. Von Prag griffen diese Unruhen auf zahlreiche weitere böhmische und mährische Städte über, wo sich Deutsche und Tschechen gegenseitig gewaltsam attackierten. In Prag führte das so weit, dass der Ausnahmezustand verhängt werden musste. Die Annexion hatte innenpolitisch also großen Unfrieden geschaffen und der Nationalismus der Völker war aggressiver statt schwächer geworden.
Außenpolitisch führte die Annexion Bosniens zu einer starken Belastung der Beziehungen mit dem im Dreibund mit Österreich-Ungarn und Deutschland verbündeten Königreich Italien, das seine Interessen am Balkan bedroht sah.

## Beilegung der Krise
Aufgrund des unerwartet starken Widerstands nicht zuletzt des Osmanischen Reiches zeigte sich die Regierung in Wien bald zum Einlenken bereit. In den Verhandlungen stellte Österreich-Ungarn in Aussicht, sich für die Aufhebung der Kapitulationen, ungleichen Handelsverträgen, die das Osmanische Reich seit dem 16. Jahrhundert belasteten, einzusetzen. Am 26. Februar 1909 einigten sich beide Staaten darauf, dass die Österreicher 50 Millionen Kronen zahlten und ihre Truppen komplett aus dem Sandschak Novi Pazar zurückzogen. Das Osmanische Reich erkannte daraufhin die Annexion an.
Obwohl ein europäischer Krieg noch vermieden werden konnte, ist die Annexionskrise als wichtiger Schritt auf dem Weg zum Ersten Weltkrieg anzusehen. Ein großer Krieg um den Balkan war in Sichtweite gerückt. Der erste der beiden „Balkankriege“ (gegen das Osmanische Reich) brach 1912 aus, wenngleich vorerst noch nicht unter direkter Beteiligung der Großmächte. Aus dem Frieden in Europa war endgültig ein „Vorkrieg“ geworden. Außerdem hatte sich gezeigt, wie sehr Österreich-Ungarn in den meisten Beziehungen auf das Deutsche Reich angewiesen war.